# Geten (plaats)
Geten (Frans: Jauche) is een dorp in de Belgische provincie Waals-Brabant en een deelgemeente van Orp-Jauche. Het was een zelfstandige gemeente tot het bij de fusie van 1977 opging in de nieuwe fusiegemeente Orp-Jauche.
Het dorp ligt in het westen van de gemeente Orp-Jauche langs de weg van Hannuit naar Waver. De Kleine Gete stroomt door het dorp. Het is een Haspengouws landbouwdorp dat zich stilaan ontwikkelt tot een woondorp. Er is nog in ruime mate akkerbouw en veeteelt aanwezig.

## Geschiedenis
Geten lag in het hertogdom Brabant en werd rond 1100 de zetel van een heerlijkheid die tot baronie verheven was. De heerlijkheid bleef hierna in handen van vier opeenvolgende families tot aan de Franse Revolutie. Verscheidene religieuze instellingen zoals de Abdij van Heylissem en de Abdij van Averbode bezaten er gronden.
Bij het ontstaan van de gemeenten in 1795 werd Geten een zelfstandige gemeente. Gedurende korte tijd was het de hoofdplaats van een kanton maar deze verhuisde enkele jaren later naar Geldenaken. Aan het begin van de 19e eeuw leefde de bevolking vooral van de landbouw. Na 1865, toen de spoorlijn 147 (Landen - Tamines) werd aangelegd, ontstond er een beperkte industrie zoals metaalbewerking en een melkfabriek, die later de kaasfabriek Gervais werd en in 1967 door Danone werd overgenomen. Deze industrie is echter volledig verdwenen.
In 1971 werden de voormalige gemeenten Énines en Folx-les-Caves aangehecht. In 1977 werd Geten echter zelf opgeheven en ontstond een nieuwe fusiegemeente Orp-Jauche waarvan Orp-le-Grand en Geten de belangrijkste kernen zijn.
De plaats had ook een station Jauche aan spoorlijn 147.

## Bezienswaardigheden
- De classicistische Sint-Martinuskerk (Église Saint-Martin)  uit 1763-1766 met een arduinen doopvont dateert uit 1571.
- De voormalige pastorie uit het derde kwart van de 18e eeuw, waarvan in 1973 de ingang met duiventoren werd beschermd als monument.
- Het 17e-eeuws poortgebouw met de twee hoektorens van het verdwenen Kasteel van Jauche, dat de zetel van de heerlijkheid was. Dit gebouw werd in 1948 beschermd als monument. Achter het kasteel staat nog een oude schandpaal.
- De Moulin de Jauche is een turbinemolen op de Kleine Gete. De molen werd reeds vermeld voor 1440. In 1912 werd de molen volledig herbouwd en werd het metalen bovenslagrad vervangen door een turbine. De watermolen bleef in bedrijf tot in de jaren 80 van de 20e eeuw. In 2002 werd het molengebouw gerenoveerd waarbij de turbine behouden bleef.

## Natuur en landschap
Jauche ligt aan de Kleine Gete. De hoogte aan de kerk bedraagt 96 meter.

## Demografische ontwikkeling
- Bronnen:NIS, Opm:1831 tot en met 1970=volkstellingen, 1976= inwonersaantal op 31 december
- 1970: Inclusief Enines en Folx-les-Caves aangehecht op 1 jan. 1971

## Lijst van burgemeesters
- Jean-Noël Bodesse (1704-1773), was burgemeester van Geten en notaris en procureur in Brussel[1][2]
- Jean-Lambert De Hemptinne, was "chef-mayeur" van Geten.

## Nabijgelegen kernen
Énines, Autre-Église, Folx-les-Caves, Jandrain, Orp-le-Petit, Marilles, Nodrenge